# Anje Zwerver
Anje Zwerver (Winsum, 30 september 1926 - Slochteren, 14 april 1945) werkte onder meer als koerierster mee aan het Nederlands verzet in de Tweede Wereldoorlog en werd daarbij geïnspireerd door haar twee broers. Anje woonde bij haar ouders in Winsum en ging daar naar school. Daarna ging zij werken in een betrekking als dienstbode.

## Bevrijding Slochteren
Anje werd vanaf medio 1944  - op 18-jarige leeftijd - koerierster voor de Landelijke Knokploegen. De afstanden op het platteland waren groot. Zo was Anje op 14 april – ruim 30 km vanaf haar woonplaats - met enkele anderen ondergedoken in een vrijstaande woning aan de Noordbroeksterweg in Slochteren. De geallieerden zijn dan inmiddels in Slochteren gearriveerd. De woning werd daarom verlaten, want men voelde zich door hun komst veilig. Er ontstond dus enerzijds een feestelijke stemming met juichende mensen die de bevrijders willen verwelkomen en anderzijds wordt er even verderop nog steeds gevochten tussen de geallieerden en een Duitse legereenheid. Het werd een chaotische situatie. Toen ze op een Canadese tank mee mocht rijden, klom ze daar meteen bovenop. Die werd echter – vanwege de voornoemde gevechten -door vliegtuigen beschoten en ook deze tank werd geraakt. Anje is daarbij op deze dag - waar vol vreugde naar uit werd gekeken - op 18-jarige leeftijd op 14 april 1945 om het leven gekomen. Zij is begraven in een oorlogsgraf op de Algemene Begraafplaats Schilligeham te Winsum, in de gemeente Het Hogeland – Groningen.

## Thuissituatie
Haar ouders, Melle Zwerver (19 januari 1894 – 16 juli 1965) en Roelfke Wendelaar (30 augustus 1899 – 22 februari 1987) traden op 25 mei 1918 te Winsum in het huwelijk. Melle was brander in de steenfabriek van de firma N. Mees (1804 – 1984), later de Steenfabriek v/h Fa. N. Mees (1918 – 1975) aan de (huidige) Lombokweg. Uit dit huwelijk vijf kinderen geboren. Deze zijn:
- Rienk, geboren 20 november 1918 te Winsum – overleden 10 april 1945 te Norg (gevonden op die dag in een massagraf, waardoor de overlijdensakte pas op 22 augustus 1945 werd opgesteld)
- Melle jr. 17 april 1922 – 16 september 1966
- Meint, 24 december 1922 te Winsum – 10 april 1945 te Norg (gevonden op die dag in een massagraf, waardoor de overlijdensakte pas op 22 augustus 1945 werd opgesteld)
- Anje, 30 september 1926 te Winsum – 14 april 1945 te Slochteren
- Mina, 1939 te Winsum[4]

Ook haar broers Rienk en Meint waren actief in verzet, werden gearresteerd en verloren het leven als oorlogsslachtoffers.